# 니키 콕스
니키 콕스(Nikki Cox, 1978년 6월 2일 ~ )는 미국의 배우이다.

## 출연 작품

### 영화
- 내 친구는 외계인 (1988)
- 문워커 (1988)
- 터미네이터 2:오리지널 (1991)
- 악몽의 섬 (1992)
- Sub Down (1997)
- Run Ronnie Run! (2002)

### 텔레비전
- SOS 해상 구조대 (1991-94)
- 라스베가스 (2003-07)